# Paleski
Paleski (biał. Палескі; ros. Полесский; hist. Krystynów, biał. Крысьці́нава) – agromiasteczko na Białorusi, w obwodzie brzeskim, w rejonie łuninieckim, w sielsowiecie Łunin, przy drodze republikańskiej .
Znajduje tu się przystanek kolejowy Chwajeckaje, położony linii Homel – Łuniniec – Żabinka.

## Historia
Dawniej folwark. Znajdował się tu dwór. W dwudziestoleciu międzywojennym Krystynów leżał w Polsce, w województwie poleskim, w powiecie łuninieckim, do 18 kwietnia 1928 w gminie Łunin, następnie w gminie Łuniniec. Po II wojnie światowej w granicach Związku Sowieckiego. Od 1991 w niepodległej Białorusi.